# Θ10
Inom representationsteorin (en gren inom matematiken) är θ10 en kuspidal unipotent komplex irreducibel representation av den symplektiska gruppen Sp4 över en ändlig, lokal eller global kropp.
Srinivasan (1968) introducerade θ10 för den symplektiska gruppen Sp4(Fq) över en ändlig kropp Fq av ordning q och visade att den i detta fall är q(q – 1)2/2-dimensionell. Indexet 10 i θ10 är historiskt betingat: Srinivasan namngav godtyckligt några utmärkande karaktärer av Sp4(Fq) såsom θ1, θ2, ..., θ13, och den tionde råkade ha den kuspidala unipotenta egenskapen.
θ10 är den enda kuspidala unipotenta representationen av Sp4(Fq). Det är det mest enkla exemplet på en kuspidal unipotent representation av en reduktiv grupp, och även det enklaste exemplet på en degenererad representation (utan en Whittakermodell). Generella linjära grupper har inga kuspidala unipotenta representationer och inga degenererade representationer, så θ10 uppvisar egenskaper av generella reduktiva grupper som inte uppträder för generella linjära grupper.
Howe & Piatetski-Shapiro (1979) använde representationen θ10 över lokala och globala kroppar i sin konstruktion av motexempel till Ramanujans generaliserade förmodan för den symplektiska gruppen. Adams (2004) beskrev representationen θ10 av Liegruppen Sp4(R) över den lokala kroppen R i detalj.